# Agarabannihatti, Channagiri
Agarabannihatti là một làng thuộc tehsil Channagiri, huyện Davanagere, bang Karnataka, Ấn Độ.